# Saturn (automobil)
Tvrtka General Motors je počela proizvodnju automobila Saturn oko 1990., uglavnoma kao odgovor na uvoz malih japanskih automobila koji su se uvozili u SAD. Glavno sjedište Saturna i glavni tvornički lanac je smješten u Spring Hillu, Tennessee, koji je izabran 1985., nakon dugog traženja dobre lokacije.
Prodavači Saturna (zvani "retailers" (prodavatelji na malo) od strane kompanije) su ohrabreni da prodaju vozila po listnim[kakve su to cijene?] cijenama. Kupci su zadovoljni s prodavačima koji su među najjačima u SAD. Kompanija je dobila zasluge za uređenje proizvodnog procesa, a i za njihove inovacije poput fleksibilnih plastičnih panela.

## Povijest
Kada je počela njegova proizvodnja, Saturn je bio jak odgovor od GM-a. Produkti tvrtke su se koristili kao zasebna platfoma (Z-Body) i posebni motor (1.9 L Saturn I4 motor).
U novije vrijeme Saturn je na neki način postao američka inačica Opela. Trenutni modeli Saturna su roadster Sky, limuzina srednje klase Aura, kompakt Astra i terenac srednje klase Outlook. Izuzev modela Outlook, koji se gradi na istoj platformi kao i GM-ovi modeli za američko tržište poput Buicka Enclave i GMC-ja Acadia, svi modeli Saturna su vrlo slični Opelima za europsko tržište. Model Sky je gotovo identičan Opelu GT, Astra je tek neznatno promijenjena u odnosu na istoimeni Opelov automobil, dok Aura mnoge sličnosti dijeli s Opel Vectrom. Za modelnu godinu 2008. najavljen je i redizajnirani model terenca VUE, izgleda gotovo identičnog Opel Antari.